# Cattedrale della Vergine (Szentendre)
La cattedrale della Vergine o cattedrale di Belgrado (in ungherese Belgrád székesegyház) è una cattedrale ortodossa serba sotto la giurisdizione dell'eparchia di Buda. Si trova a Szentendre, in Ungheria.

## Storia
La prima chiesa ortodossa serba è stata costruita in seguito alla grande migrazione di serbi nel 1690, insieme alla nuova residenza dei Patriarchi serbi, probabilmente sul sito di una precedente chiesa ortodossa. L'attuale chiesa è stata edificata tra il 1756 ed il 1763 in stile barocco ed è stata solennemente consacrata il 28 gennaio 1764 dal vescovo Dionigi Budzinski. Nel 1770 è stato realizzato il portale di Sud-Ovest e nel 1777, su iniziativa del vescovo Sofroniusza (Kirilovicia), è stato aggiunto il campanile. Nel 1781 Vasilije Ostojić ha realizzato l'iconostasi in stile rococò.